# Potok (gmina Idrija)
Potok – wieś w Słowenii, w gminie Idrija. W 2018 roku liczyła 24 mieszkańców.